# Ghislaine Maxwell
Ghislaine Noelle Marion Maxwell ([ɡiːˈleɪn,_ɡiːˈlɛn] ghee-LAYN-,_-ghee-LEN; nascida em 25 de dezembro de 1961) é uma ex-socialite britânica e uma criminosa sexual condenada. Em 2021, ela foi considerada culpada de tráfico sexual infantil e outros crimes relacionados ao financista falecido e criminoso sexual condenado Jeffrey Epstein. No ano seguinte, ela foi condenada em um tribunal federal na cidade de Nova York a 20 anos de prisão.

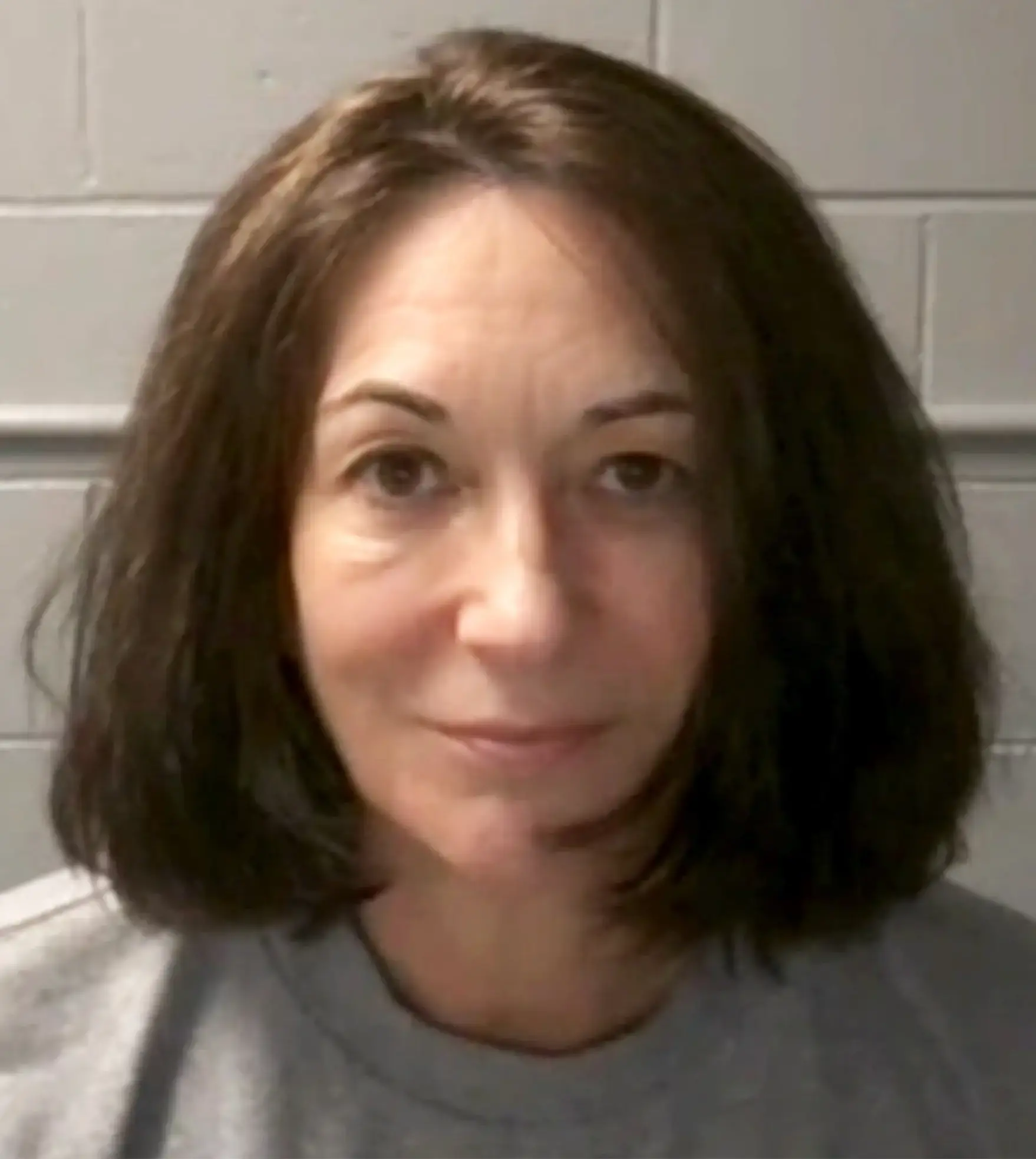
Foto tirada de Ghislaine no Centro de Detenção Metropolitano, no Brooklyn.

A filha mais nova do magnata editorial desonrado Robert Maxwell, mudou-se para os Estados Unidos após a morte de seu pai em 1991 e tornou-se uma associada próxima do financista e, posteriormente, condenou o agressor sexual Jeffrey Epstein. Maxwell enfrentou alegações persistentes de aquisição e tráfico sexual de menores de idade para Epstein e outros, acusações que ela negou.
Maxwell fundou o grupo de defesa do oceano The TerraMar Project em 2012. A organização anunciou o fechamento em 12 de julho de 2019, uma semana depois que as acusações de tráfico sexual apresentadas pelos promotores federais de Nova York contra Epstein se tornaram públicas.
Em 27 de dezembro de 2019, a Reuters informou que Maxwell estava entre os que estavam sob investigação do FBI por facilitar Epstein. Desde a prisão de Epstein, Maxwell estava escondida, comunicando-se com os tribunais apenas através de seus advogados que, em 30 de janeiro de 2020, haviam se recusado a aceitar o serviço de três ações judiciais em nome de Maxwell. Em 12 de março de 2020, ela entrou com uma ação no Tribunal Superior nas Ilhas Virgens Americanas. buscando indenização do patrimônio de Epstein por seus custos legais. Em 2 de julho de 2020, Maxwell foi presa pelo FBI em New Hampshire.
Em dezembro de 2021, a socialite foi declarada culpada de vários crimes sexuais, incluindo o de recrutar e assediar garotas para serem abusadas por Epstein. Maxwell foi declarada culpada por um júri de 12 pessoas num tribunal de Nova Iorque de cinco das seis acusações a que respondia, incluindo a mais séria delas, a de tráfico sexual de menores..
Em 28 de junho de 2022 foi condenada a 20 anos de prisão.